# Think About You
Think About You é uma canção do Guns N' Roses, lançada em seu álbum de estreia Appetite for Destruction. A canção foi escrita pelo guitarrista Izzy Stradlin em torno de 1983 ou 1984. É uma das raras canções do Guns que Stradlin toca o solo. Segundo Izzy, o título fala sobre "drogas, sexo, Hollywood e dinheiro". A canção tem um ritmo rápido até perto de 29 segundos do fim, quando muda para um riff que desacelera.
A canção foi tocada pelo Guns nos shows que precederam Appetite, mas ignorada nas turnês do álbum e da dupla Use Your Illusion I e II. Quando o Guns voltou a fazer apresentações ao vivo em 2001, "Think About You" entrou no repertório, já que material antigo garantiria o interesse dos fãs de longa data. A canção continua a ser ocasionalmente tocada, com alguns shows em 2006 tendo a participação de Izzy Stradlin na música.

## Créditos
- Axl Rose - vocais
- Slash - guitarras solo , rítmica e acústica
- Izzy Stradlin - guitarras rítmica e solo, backing vocals
- Duff McKagan - baixo, backing vocals
- Steven Adler - bateria